# Apózaga
Apózaga es una de las siete anteiglesias del municipio guipuzcoano de Escoriaza.
Se encuentra a 2,5 km del casco urbano y según el censo del año 2007 sus habitantes son 61.

## Demografía y evolución del número de habitantes
| 2000 | 2001 | 2002 | 2003 | 2004 | 2005 | 2006 | 2007 |
| ---- | ---- | ---- | ---- | ---- | ---- | ---- | ---- |
| 61   | 59   | 59   | 65   | 62   | 64   | 63   | 61   |

## Fiestas
El 29 de septiembre se celebra la Festividad de San Miguel Arcángel.

## Lugares de interés
- Parroquia de San Miguel con importantes restos románicos y góticos.
- Ermita de San Bernabé.
- Destacado cementerio circular, obra del cura mondragonés Anastasio Otaduy, declarado Monumento Histórico Artístico del País Vasco
- Caseríos de gran interés arquitectónico: Gaztañadui, Txarroalde, Arroaga, Okarantza...

- Datos: Q8202856
- Multimedia: Apotzaga / Q8202856